# Yoshimi Usui
Yoshimi Usui (臼井 吉見, Usui Yoshimi) (né le 27 juin 1905, mort le 12 juillet 1987) est un auteur et critique littéraire japonais originaire d'Azumino, préfecture de Nagano.
Usui remporte le prix Tanizaki en 1974 pour son roman Azumino (安曇野).

## Livres (sélection)
- Hōjōki. Tsurezuregusa. Ichigon hōdanshu (方丈記. 徒然草. 一言 芳談集), Tōkyō : Chikuma Shobō, 1970.
- Hitotsu no kisetsu, 1975.
- Butai no ue de, 1976.
- Genjitsu no gyoshi, Tōkyo : Ie no Hikari Kyokai, 1976.
- Tsuchi to furusato no bungaku zenshū, 15 volumes, 1976-1977.
- Jibun o tsukuru (自分 を つくる), Tōkyō : Chikuma Shobō, 1979.
- Shohan (初版), Tōkyō : Chikuma Shobō, 1985.